# لم الشمل الأمريكي (فلم)
لم الشمل الأمريكي (بالإنجليزية: American Reunion) هو فيلم تم إنتاجه في الولايات المتحدة وصدر في سنة 2012. الفيلم من إخراج جون هورويتز وهايدن شلوسبيرغ وكتابة جون هورويتز وهايدن شلوسبيرغ. من بطولة جيسون بيغز وأليسن هانيغان وكرس كلاين وتوماس إيان نيكولاس وإدي كاي توماس.

## القصة
قصة الفيلم عن مجموعة الأصدقاء في فيلم الفطيرة الأمريكية. حيث يحاولوا مرة أخرى أن يجتمعوا معاً بمدرستهم الثانوية.

## فريق العمل
- Jason Biggs بدور Jim Levenstein
- Alyson Hannigan بدور Michelle
- Chris Klein بدور Oz
- Tara Reid بدور Vicky

## روابط خارجية
- مقالات تستعمل روابط فنية بلا صلة مع ويكي بيانات